# Nairobi City Stars
El Nairobi City Stars es un equipo de fútbol de Kenia que juega en la Liga keniana de fútbol, la liga de fútbol más importante del país.

## Historia
Fue fundado en el año 2003 en la capital Nairobi con el nombre World Hope Football Club por razones del dueño, la organización World Hope International, dedicada a causas benéficas, adquiriendo al equipo Kawangware FC, el cual había descendido a la Primera División de Kenia en la temporada 2002. Luego de 1a temporada regresaron a la Liga Keniana. Para el año 2008 se cambiaron el nombre por el que tienen actualmente. 
Nuca han ganado el título de liga pero ganaron el torneo de copa en el año 2005 cuando se llamaba Copa Presidente de Kenia.
A nivel internacional ha participado en 1 torneo continental, en la Copa Confederación de la CAF 2006, siendo eliminados en la Ronda Preliminar por el URA SC de Uganda.

## Palmarés
- Copa de Kenia: 1

2005

## Participación en competiciones de la CAF
| Temporada | Torneo                       | Ronda      | Club   | Casa | Visita | Global |
| --------- | ---------------------------- | ---------- | ------ | ---- | ------ | ------ |
| 2006      | Copa Confederación de la CAF | Preliminar | URA SC | 1-1  | 0-1    | 1-2    |